# (19987) 1990 QJ3
(19987) 1990 QJ3 là một tiểu hành tinh vành đai chính. Nó được phát hiện bởi Henry E. Holt ở Đài thiên văn Palomar ở Quận San Diego, California, ngày 28 tháng 8 năm 1990.